# Бджолиний підмор

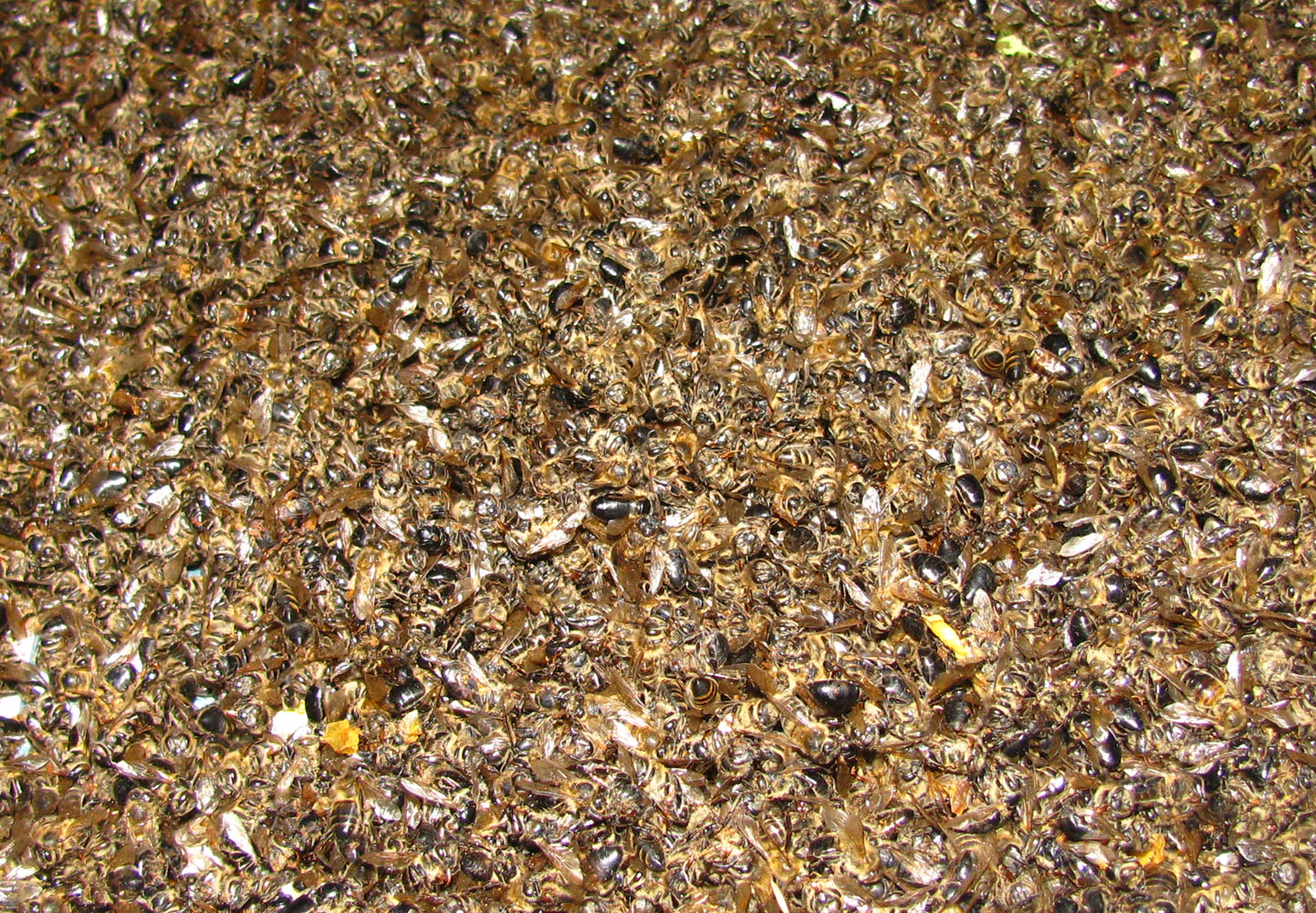
Бджолиний підмор сушений

Бджолиний підмор – тіла померлих медоносних бджіл, використовуються в медицині для лікування різних хвороб. З бджолиного підмору виготовляють різноманітні лікувальні мазі, настоянки тощо.

## Склад бджолиного підмору
Бджолиний підмор – має такий склад: білок, хітин, меланін, віск, вітаміни та інши речовини. 
Одним з найважливіших компонентів підмору є хітиновий покрив тілець бджіл.
Бджолина отрута з тілом бджоли термостійка і всі її властивості зберігаються, а вживання бджолиного підмору не призводить до важких побічних ефектів, які можуть бути при бджоловжаленні.

## Вік робочих бджіл
Вік робочих бджіл в активний період їх життя (влітку) становить в середньому 35 діб. Бджоли осіннього розплоду, що не виконують інтенсивну роботу, добре переносять зимівлю і живуть 8-9 місяців. Найбільш поширений - весняний підмор бджіл, який заготовляється пасічниками навесні, під час підготовки вуликів до нового медозбору.